# 新巴拉克普尔
新巴拉克普尔（New Barrackpur），是印度西孟加拉邦North Twentyfour Parganas县的一个城镇。总人口83183（2001年）。

## 人口
该地2001年总人口83183人，其中男性41790人，女性41393人；0—6岁人口6168人，其中男3174人，女2994人；识字率76.25%，其中男性为89.99%，女性为62.38%。